# Chlorophytum orchidastrum
Chlorophytum orchidastrum är en sparrisväxtart som beskrevs av John Lindley. Chlorophytum orchidastrum ingår i släktet ampelliljor, och familjen sparrisväxter. Inga underarter finns listade i Catalogue of Life.

## Bildgalleri

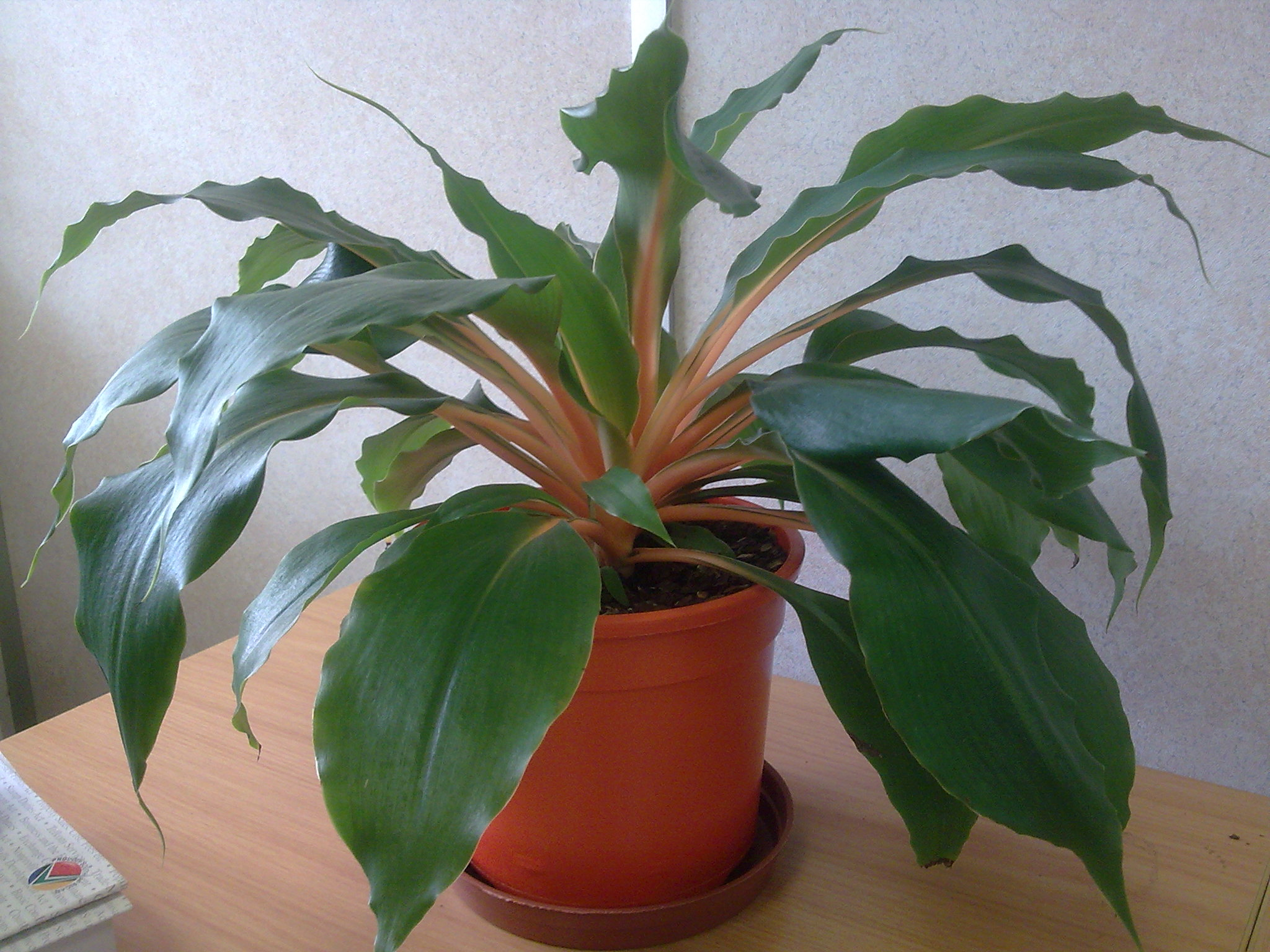
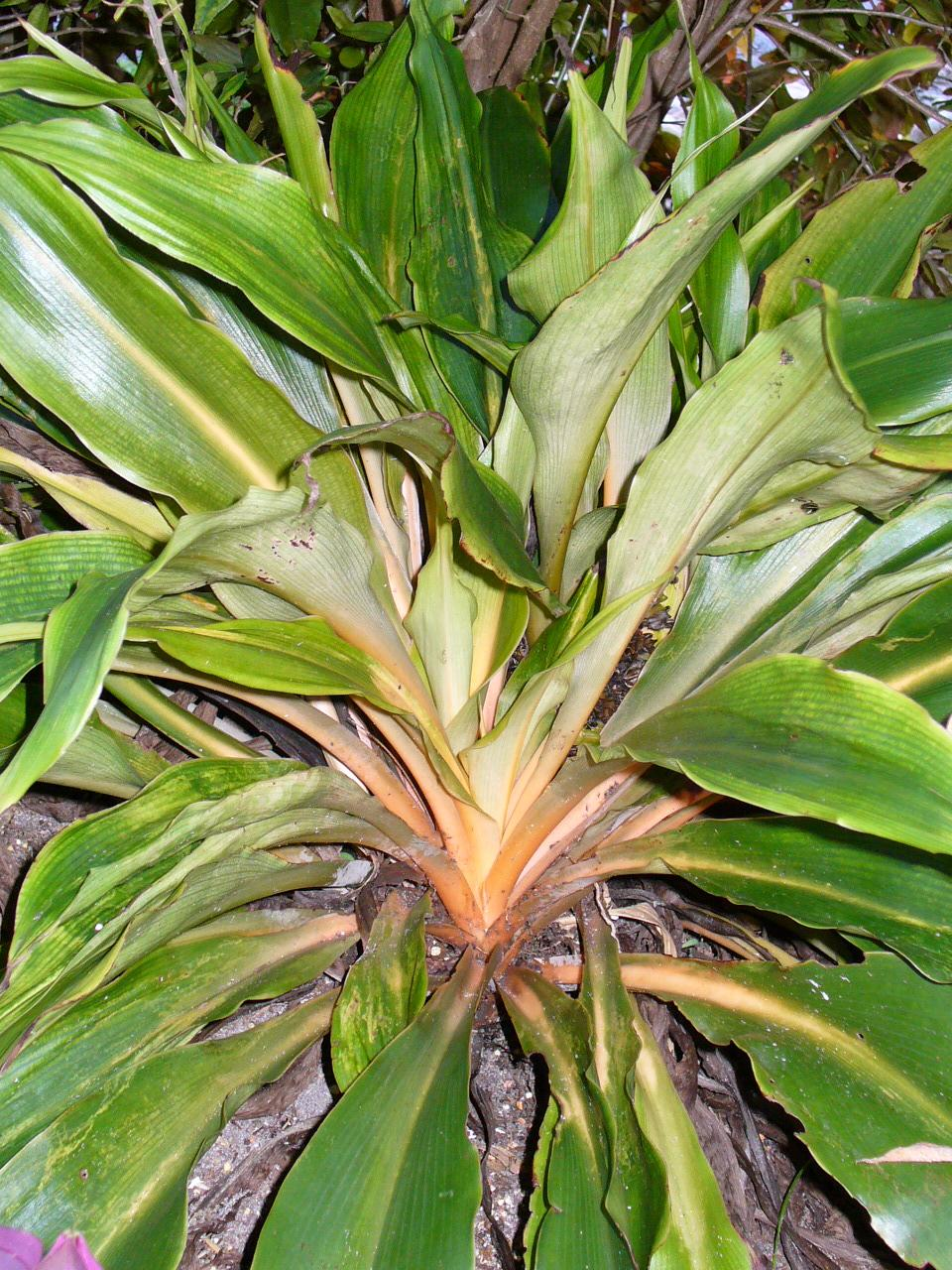
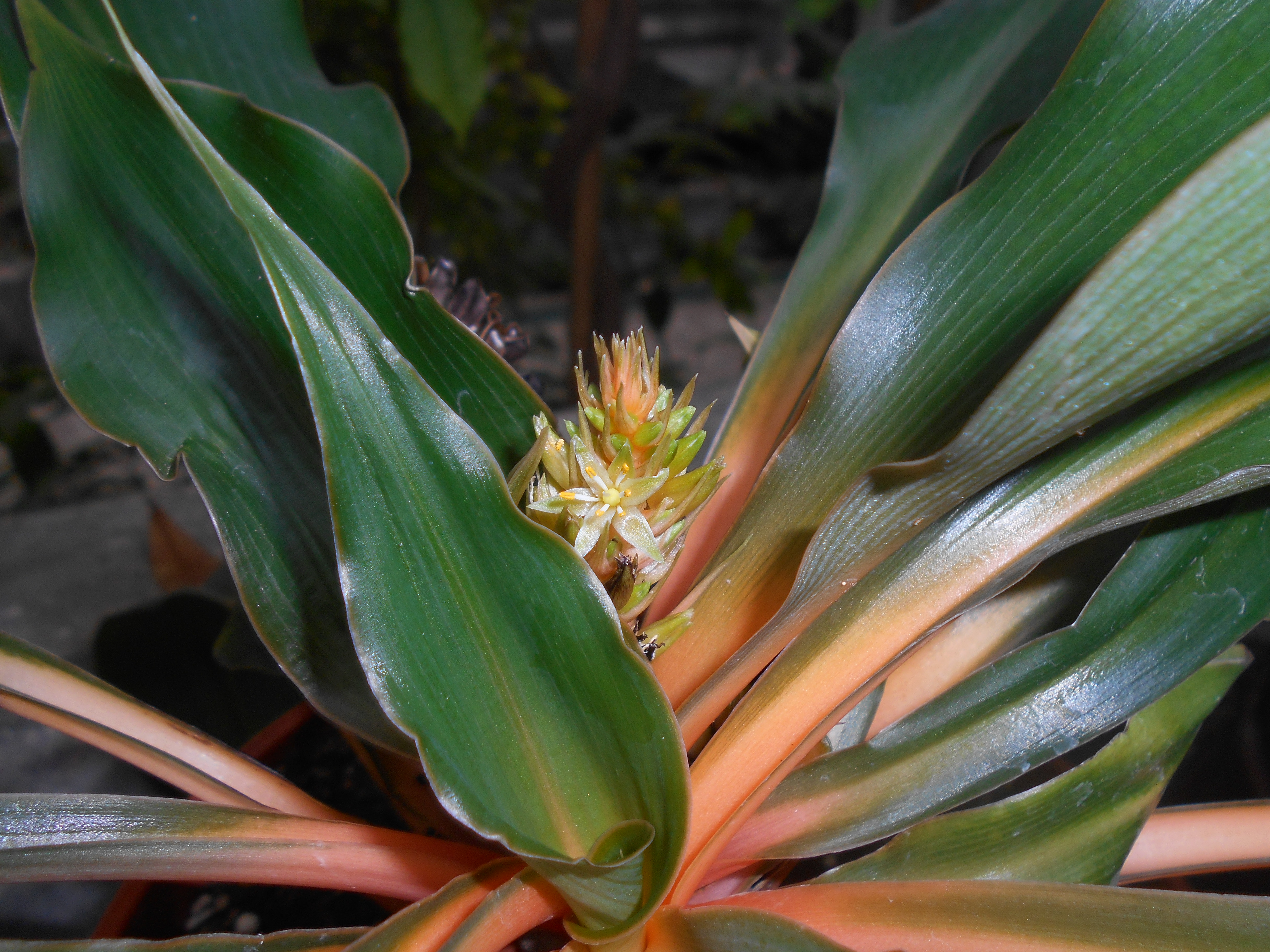